# Télégraphe optique belge
Le télégraphe optique belge a pris la forme de plusieurs lignes, construite dans les années 1800 puis dans les années 1830, entre Anvers et Bruxelles. Plusieurs d'entre elles avaient la particularité technique de fonctionner la nuit comme le jour.

## Histoire
Le télégraphe optique belge fut dans un premier temps une prolongation du télégraphe optique français de Chappe. En 1803, à l'époque de l'Occupation napoléonienne de la Belgique, la ligne Paris-Lille fut prolongée jusqu'à Bruxelles. Six ans après, en 1809, cette ligne de télégraphe optique est à nouveau prolongée jusqu'à Anvers puis Amsterdam. Un appareil Chappe se trouvait placé sur chacune des tours de la cathédrale Sainte-Gudule, à Bruxelles. 
La Belgique est ensuite annexée par les Pays-Bas. Après l'indépendance, acquise lors de la révolution belge de 1830, des initiatives privées relient les Bourses de Bruxelles et d'Anvers au moyen de lignes de télégraphie optique. Ces initiatives furent à l'origine des premiers débats politiques sur la télégraphie en Belgique. Les différentes lignes privées de télégraphe optique belge se heurtent rapidement à l'opposition des pouvoirs publics belges, car ils sont accusés de créer des distorsions de concurrence sur les marchés financiers.
Le 15 juillet 1833, le spéculateur De Hornes écrit au gouvernement pour l'informer du déploiement de sa ligne télégraphique.
À l'époque aucune loi ne consacre le droit de l'État d'intervenir dans le secteur. De Hornes fera la même proposition en mai 1834 au directeur de la Sûreté Publique. Le ministre de l'intérieur Rogier transmet au Ministre de la Justice, Lebeau, en expliquant qu'il ne s'agit que d'opérer des arbitrages sur fonds publics entre les Bourses de Bruxelles et d'Anvers, en assurant une correspondance qui existe déjà par courrier ordinaire ou par pigeons. Le Ministre de la Justice craint qu'une ligne partant de Bruxelles vers la Hollande soit utilisée par cette dernière, qui à cette époque entretient des contacts étroits avec l'opposition intérieure en Belgique, auquel plusieurs complots contre l'État belge ont été imputés. Le gouvernement belge estime alors que ces lignes risquent de permettre aux opposants d'entretenir des liens étroits avec les Pays-Bas. 
Le Ministre de la Justice veut donc une  loi interdisant les télégraphes privés et que le gouvernement trouve des fonds pour des lignes reliant Bruxelles avec Anvers, Arlon et la frontière française, afin de diminuer la spéculation sur fonds publics qui sévit entre les Bourses de Bruxelles, Anvers et Paris, par le biais de pigeons qui expédie les cotations de bourse entre ces trois villes. Le gouvernement français accepté d'établir une ligne Chappe jusqu'à Bruxelles, à la condition que les agents traducteurs de la partie belge soient de nationalité française, pour ne pas livrer à la Belgique la clé du code secret du réseau de lignes Chappe. Le gouvernement belge refuse : pour lui les lignes doivent transporter des nouvelles de bourse, utiles au public, alors qu'en France, elles représentent un outil de contrôle politique. 
Bruxelles décide de créer une commission, qui remet ses conclusions : l'État doit installer une ligne Anvers-Bruxelles-Frontière Française, "spécialement destinée à faire connaître et à rendre publiques les variations des cours des effets sur les trois places au fur et à mesure de leur communication", pour faire disparaître les télégraphes particuliers. La commission estime le coût de cette ligne à 100 000 francs la première année, puis 45 800 francs de coût d'exploitation les années suivantes, pour un  budget total de l'État belge d'environ 85 millions. Consultées, les Chambres de Commerce jugent que le gouvernement ne doit attendre aucune recette de l'exploitation car les cours de bourse devront être affichés publiquement pour que tous puissent en prendre connaissance simultanément.
Le 14 mai 1834, Alexandre Ferrier, un autre homme d'affaires, qui a quitté la France en 1833, écrit au gouvernement belge pour l'informer qu'il met en place une ligne privée de huit stations entre Anvers et Bruxelles. Cette ligne fonctionnera de mai 1834 à 1837. En juillet 1840, un autre opérateur privé, Van Duerne a écrit au Conseil des Ministres  belge pour l'informer de son intention d'établir une ligne optique fonctionnant jour et nuit entre Bruxelles et Ostende, afin de transmettre le cours des fonds publics de la Bourse de Londres, complétés par des nouvelles politiques et commerciales venant "de ou par l'Angleterre". 
Le 12 décembre 1842, les boursiers, agents de change et commissionnaires de Bruxelles envoient une pétition au Ministre de l'Intérieur, qui dénonce comme anormal le fait que les télégraphes particuliers détiennent un monopole privé. Après plusieurs délais, le gouvernement finit par créer une nouvelle commission en février 1844, mais qui ne se réunira jamais : l'intérêt pour les télégraphes optiques disparaît, au bénéfice du télégraphe électrique. Le gouvernement belge envisage alors la création d'une ligne publique, avant que le grand scientifique belge Adolphe Quetelet, précurseur de l'étude démographique et fondateur de l'observatoire royal de Belgique, ne l'incite à adopter le télégraphe électrique des inventeurs anglais William Cooke et Charles Wheatstone, ses amis, qu'il a aidé à obtenir une licence d'exploitation. Dès 1840 Wheatstone fait déjà une première démonstration de son appareillage. Il reçoit dès le 23 décembre 1845 la concession pour le télégraphe de la ligne de chemin de fer reliant Bruxelles-Nord à Malines et Anvers, ouverte le 9 septembre 1846, dix ans après celle du tronçon de la première moitié, entre Bruxelles et Malines.